# Janez Černač
Janez Černač, slovenski inženir gozdarstva,  * 16. avgust 1937, Gorenja vas pri Mirni.

## Življenje in delo
Diplomiral je leta 1963 na ljubljanski Biotehniški fakulteti in prav tam 1981 tudi magistriral. V letih 1964−1994 je bil zaposlen v Gozdnem gospodarstvu Kočevje, od 1988 kot direktor, vmes je bil 1979-1988 republiški lovski in ribiški inšpektor. Leta 1997 je bil pobudnik referenduma za ohranitev gozdov v državni lasti. Istega leta je postal tudi glavni urednik revije Lovec in knjižnih izdaj Lovske zveze Slovenije. Černač je izvedenec Mednarodnega sveta za lovstvo in ohranitev divjadi. Prizadeva si za trajnostni razvoj slovenske gozdnate krajine. Uspešno je uveljavil sonaravno gospodarjenje z gozdovi in gozdarstvo kot kulturno in etično razvito stroko. Objavil je več strokovnih članov in monografijo Kočevska. Gozdnata in skrivnostna dežela (1998). Za svoje delo je 1982 prejel Jesenkovo priznanje.